# Cross Heath
Cross Heath – dzielnica miasta Newcastle-under-Lyme, w Anglii, w hrabstwie Staffordshire, w dystrykcie Newcastle-under-Lyme. Leży 26 km na północ od miasta Stafford i 221 km na północny zachód od Londynu. W 2001 miejscowość liczyła 6159 mieszkańców.